# Chōsen-jingū

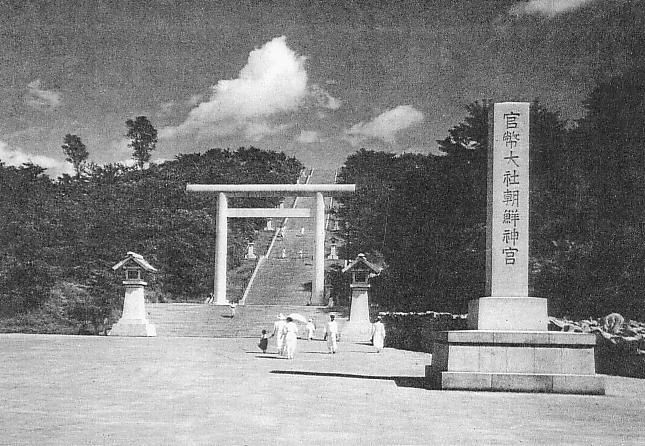
Aufgang zum Chōsen-jingū (Aufnahme aus den 1930er Jahren)

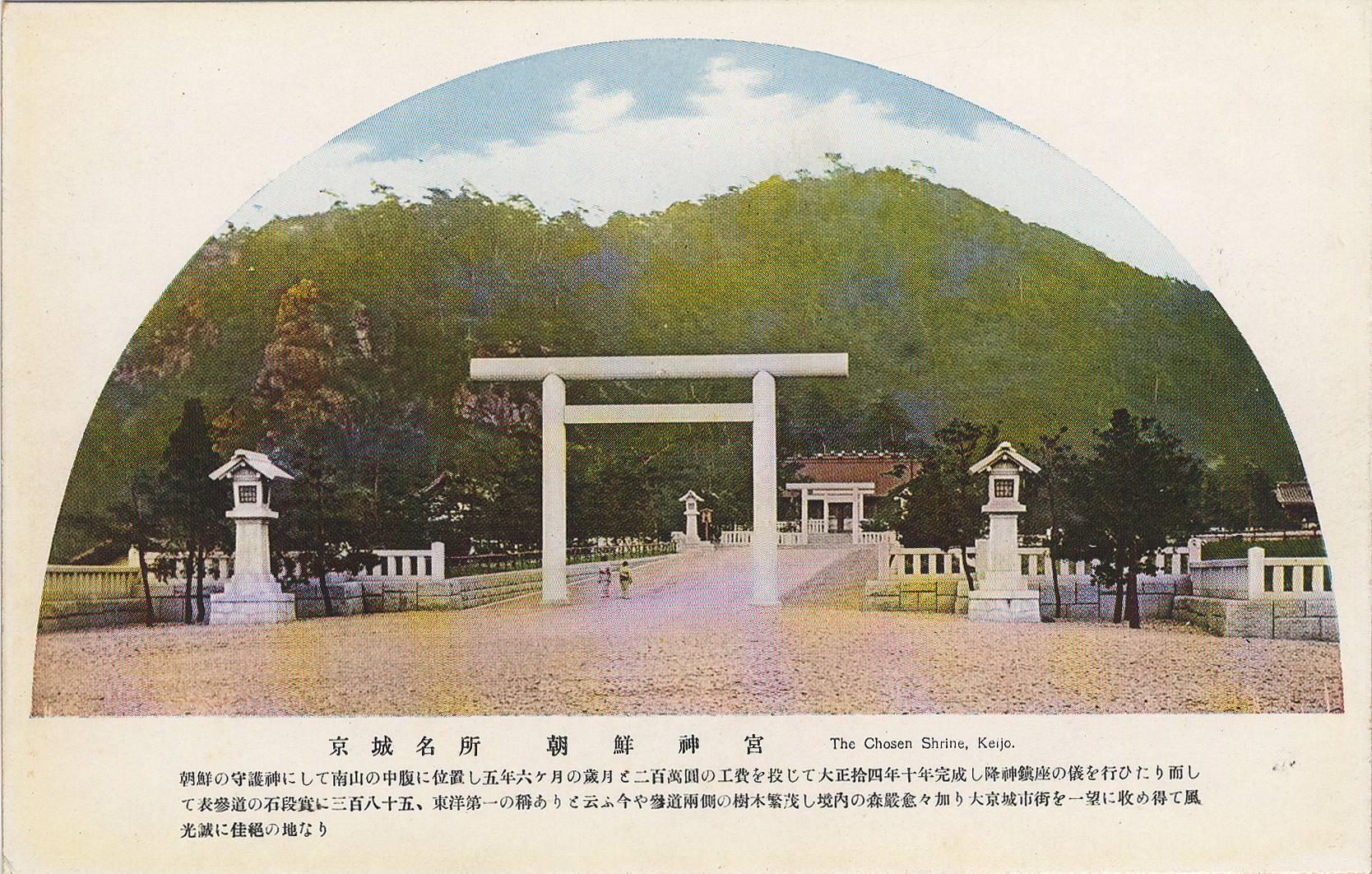
Frontalsicht (japanische Postkarte)

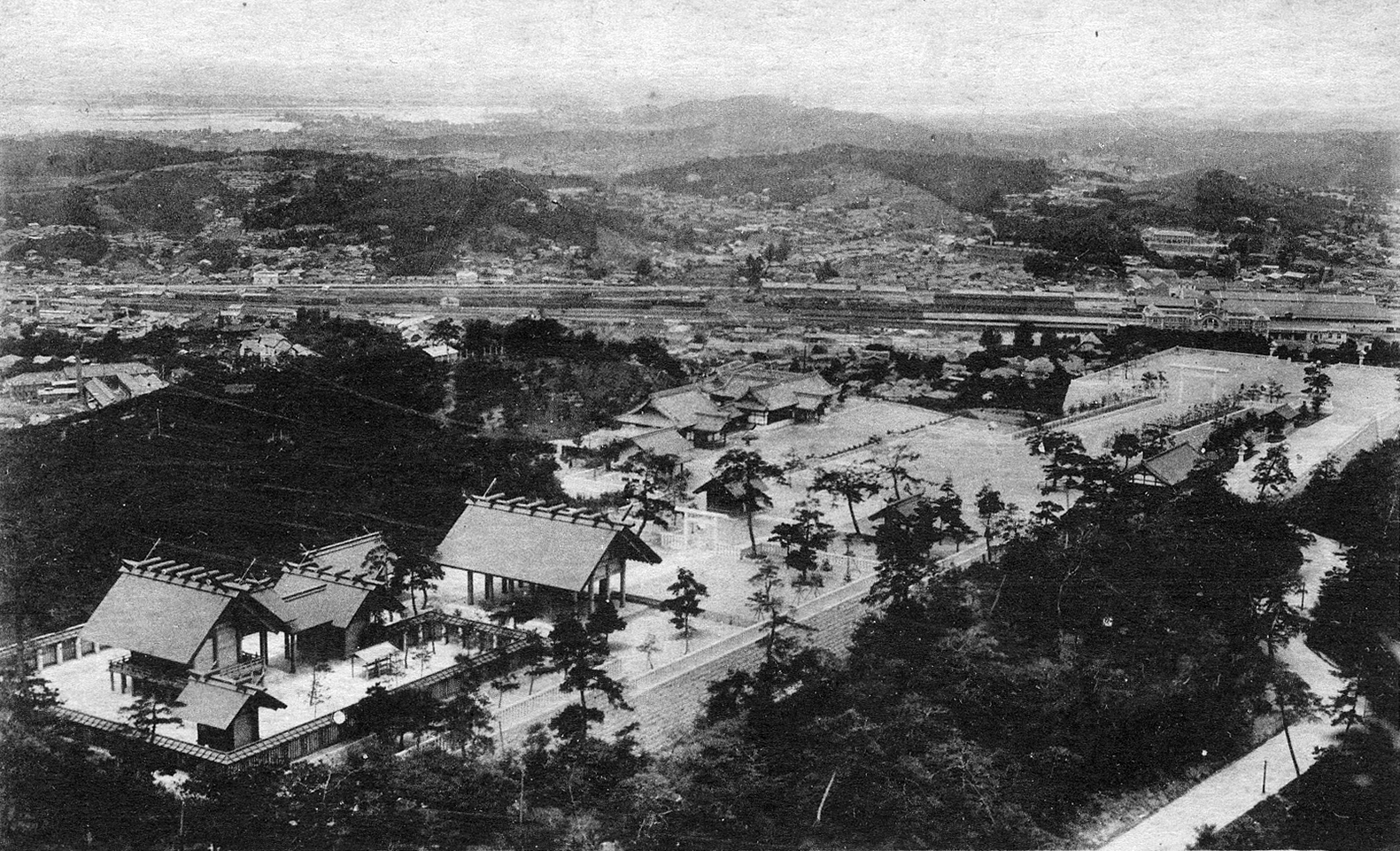
Gesamtanlage (japanische Postkarte)

Der Chōsen-jingū (jap. 朝鮮神宮, wörtl. „Korea-Großschrein“) war der wichtigste japanische Shintō-Schrein in Korea zur Zeit der japanischen Kolonialherrschaft. Er stand auf dem Berg Namsan in der heutigen südkoreanischen Hauptstadt Seoul. 

## Zeitgeschichtlicher Hintergrund
1910 wurde Korea als Provinz mit dem Namen Chōsen dem Japanischen Kaiserreich eingegliedert. Im Zuge der hierauf folgenden Politik der Japanisierung wurde der Shintō eingeführt. Im Jahre 1925 wurde vor allem Schülern und Studenten der regelmäßige Schreinbesuch auferlegt. Um den voraussehbaren Widerstand, besonders in christlichen Kreisen, abzuschwächen, erklärte der Generalgouverneur Saitō Makoto, dass es hierbei nicht um die Akzeptanz des Shintō als Religion gehe; Die Schreine seien vielmehr den Vorfahren gewidmet, ihr Besuch mithin eine patriotische Pflicht. Gegen Ende der japanischen Herrschaft galt der Chōsen Jingū unter den 1140 Shintō-Schreinen in Chōsen als der wichtigste unter ihnen.

## Geschichte des Schreins
Am 18. Juli 1919 beschloss die Regierung in Tokio einen Korea-Schrein zu erbauen. Im folgenden Jahr begann man in unmittelbarer Nähe des Gipfels des 265 m hohen Bergs Namsan in Keijō mit den Bauarbeiten, die sich bis 1925 hinzogen. Die Kosten beliefen sich auf etwa 1,5 Millionen Yen. Die Architektur der Haupthalle (honden) folgte dem Stil des an der Spitze der Schrein-Hierarchie stehenden Schreins Ise-jingū. In aufwendigen Zeremonien wurde der Chōsen Jingū als kaiserlicher Schrein des ersten Rangs (Kanpei-taisha) eingeweiht. Der Bedeutung des Schreins entsprechend verehrte man hier die wichtige Shintō-Gottheit und Ahnherrin des Tennō-Geschlechts Amaterasu-ō-mi-kami. Dazu kam der 1912 verstorbene Tennō Meiji, für den man nur fünf Jahre zuvor in Tokio den sogenannten Meiji-Schrein errichtet hatte.
Im Oktober 1945, also nur wenige Monate nach der Kapitulation Japans und damit dem Ende der Kolonialherrschaft über Korea, riss man die Anlage ab.
1970 entstand an gleicher Stelle eine Gedenkhalle für den koreanischen Panasiaten und Nationalisten An Chung-gun, der im Oktober 1909 in einem Attentat Itō Hirobumi, den ersten Generalresidenten des Protektorats Korea und früheren Premierminister, erschossen hatte. In unmittelbarer Nähe steht heute der Fernsehturm N Seoul Tower.